# Vladimir Voronin (president)
Vladimir Voronin (Corjova (arrondissement Dubăsari, Transnistrië), 25 mei 1941) is een Moldavische communistische politicus en ex-president van de Republiek Moldavië. 
In 1961 studeerde hij af aan het Tehnicum Cooperatist van Chisinau en begon hij te werken in de brood- en meelindustrie. Tot 1966 was hij de chef van een bakkerij, en later in 1971 werd hij de directeur van een broodfabriek.
In de jaren 70 was hij actief in de administratieve organen van de Moldavische SSR: uitvoerende commissies van rayons en steden. Tussen 1985 en 1989 was hij eerste secretaris van de stadscommissie van Tiraspol van de Moldavische Communistische Partij. Van 1989 tot 1990 functioneerde Voronin als 'minister van binnenlandse zaken' van de Moldavische SSR.
In 1994 werd hij eerste secretaris van de Moldavische Communistische Partij, in 1998 werd hij afgevaardigde in het parlement en sinds 4 april 2001 was hij de president van Moldavië.
Voronin is een communist van de oude stempel, en voelt weinig voor economische en politieke hervormingen. Tegelijk is hij echter voor een snelle integratie in Europa, en heeft hij een slechte relatie met Rusland. Met de grote oosterbuur is er een conflict over Transnistrië, het deel van Moldavië dat zich onafhankelijk heeft verklaard en aansluiting zoekt bij Rusland.
Op 29 juli 2009 won de oppositie de parlementsverkiezingen, en op 28 augustus werd de liberaal-democraat Vlad Filat premier van een pro-Europese coalitie. Op 11 september 2009 trad president Voronin af omdat hij weinig vertrouwen had in het nieuwe kabinet. Sindsdien zit Moldavië zonder staatshoofd, omdat geen van beide blokken voldoende stemmen kan verzamelen voor de eigen kandidaat.